# Siret (Suceava)
Pour les articles homonymes, voir Siret.
Siret (allemand: Sereth) est une ville du județ de Suceava, Bucovine, Moldavie, située dans le nord-est de la Roumanie. En 2011, elle comptait 7 976 habitants.
Siret est située près de la frontière avec l'Ukraine, un des principaux points de passage vers le Nord, et qui possède à la fois un poste frontière par la route et par le rail.
L'écartement de la voie est standard du côté roumain, et continue sur une voie plus écartée, à la façon russe en Ukraine. Siret est l'un des rares endroits en Roumanie qui bénéficie d'un équipement de changement de voie, ce qui permet des trajets sans avoir besoin de changer de train.
Siret devient en 2010 la 24e ville du "Douzelage" initié par la ville de Granville, qui est un jumelage de villes de pays de l'Union européenne dont le but est d'œuvrer en faveur de l'amitié et des échanges entre les villes membres, qui organisent des échanges de manifestations culturelles et sportives ainsi que des stages et des échanges d'étudiants.

## Histoire
Située dans la zone des collines du plateau moldave supérieur, la ville de Siret est l’une des plus anciennes de la Moldavie contemporaine. Elle a été toujours pour les commerçants venus de contrées lointaines, un endroit où ils pouvaient faire une halte et parfois même s’installer. La plus ancienne mention documentaire de la ville date de 1340, douze ans avant l’arrivée de Dragoș. 
En 1371, un évêché catholique est fondé à Siret sous le règne du voïvode Lațcu de Moldavie, qui avait embrassé la confession romaine. Le prince catholique évitait de résider dans l’ancienne capitale, à Rădăuți, où l’église et la nécropole de Bogdan Ier le Fondateur constituaient un centre d’orthodoxie tandis qu’à Siret, il y avait une population catholique, formée de négociants venus de Pologne, de Génois, qui représentaient les paroissiens de la nouvelle éparchie.
C’est dans ce contexte qu’il faut comprendre la fondation de l’église Sf. Treime (Sainte Trinité) par un des successeurs de Lațcu, Petru 1er face à l’influence catholique, qui amenait bien entendu dans son sillage les prétentions polonaises à la suzeraineté. 
Mais ceci démontre également qu’il y avait dans la ville de Siret assez de croyants orthodoxes, des Moldaves, des Roumains originaires de l’endroit.Il reste de ces temps anciens très peu de vestiges dans la ville de Siret. L’église elle-même a subi de nombreuses transformations. Quant à l’intérieur, il n’a plus la magnificence princière qu’il avait lors de son édification. Au XIXe siècle, Siret devint une petite ville de province, son centre est enrichi de plusieurs édifices de style néo-classique à étage longeant l’artère commerciale et la place centrale.
La ville comptait une importante communauté juive. Le 20 juin 1941, dans le cadre de la persécution et extermination des Juifs en Roumanie, le dirigeant roumain Ion Antonescu déporte les Juifs vers des camps de concentration en Transnistrie. Le faible nombre d'entre eux qui survivent à la Shoah émigrent après la Seconde Guerre mondiale en Israël.
La ville de Siret possède deux cimetières israélites, le plus ancien situé sur une colline entouré d'un mur de pierre aujourd'hui partiellement écroulé, à la sortie de la ville sur la route en allant vers Gramesti, l'autre, le nouveau, situé sur une terrasse vis-à-vis de la colline où s'élève l'église Sf. Treime.

## Démographie
Au cours du XIXe siècle, la composition ethnique et religieuse de Siret a drastiquement évolué.
Lors du recensement de 1930, 43,43 % de la population se déclarent roumains, 21,25 % comme juifs, 16,72 % comme allemands, 10,2 % comme ruthènes, 4,66 % comme lipovènes, 3,03 % comme polonais (0,71 % déclarent appartenir à une autre ethnie).
Lors du recensement de 2011, 82,11 % de la population se déclarent roumains et 15,29 % comme ukrainiens (1,2 % ne déclarent pas d'appartenance ethnique et 1,4 % déclarent appartenir à une autre ethnie).
Du point de vue religieux, en 1930, 51,42 % de la population déclarent être de confession orthodoxe, 21,41 % de confession juive, 19,17 % de confession catholique, 6,08 % de confession gréco-catholique et 1,17 % de confession luthérienne (0,75 % déclarent pratiquer une autre religion)
En 2011, 79,3 % de la population déclarent être chrétiens orthodoxes, 5,36 % catholiques, 3,68 % pentecôtistes, 3,64 % gréco-catholiques et 1,19 % chrétiens selon l'Évangile (5,8 % ne déclarent pas d'appartenance religieuse et 1,19 % déclarent pratiquer une autre religion).

## Politique
| Parti | Parti                        | Conseillers |
| ----- | ---------------------------- | ----------- |
|       | Parti national libéral (PNL) | 10          |
|       | Parti social-démocrate (PSD) | 5           |

## Jumelage
La ville fait partie du Douzelage depuis 2010.

## Personnalités
- Elisabeta Lipă (1964-), huit fois médaillée olympique dont cinq fois en or, en aviron.